# 1823 год
1823 (ты́сяча восемьсо́т два́дцать тре́тий) год  по григорианскому календарю — невисокосный год, начинающийся в среду. Это 1823 год нашей эры, 3‑й год 3‑го десятилетия XIX века 2‑го тысячелетия, 4‑й год 1820‑х годов. Он закончился 202 года назад.
| Пн | Вт | Ср | Чт | Пт | Сб | Вс |
|    |    | 1  | 2  | 3  | 4  | 5  |
| 6  | 7  | 8  | 9  | 10 | 11 | 12 |
| 13 | 14 | 15 | 16 | 17 | 18 | 19 |
| 20 | 21 | 22 | 23 | 24 | 25 | 26 |
| 27 | 28 | 29 | 30 | 31 |    |    |

| Пн | Вт | Ср | Чт | Пт | Сб | Вс |
|    |    |    |    |    | 1  | 2  |
| 3  | 4  | 5  | 6  | 7  | 8  | 9  |
| 10 | 11 | 12 | 13 | 14 | 15 | 16 |
| 17 | 18 | 19 | 20 | 21 | 22 | 23 |
| 24 | 25 | 26 | 27 | 28 |    |    |

| Пн | Вт | Ср | Чт | Пт | Сб | Вс |
|    |    |    |    |    | 1  | 2  |
| 3  | 4  | 5  | 6  | 7  | 8  | 9  |
| 10 | 11 | 12 | 13 | 14 | 15 | 16 |
| 17 | 18 | 19 | 20 | 21 | 22 | 23 |
| 24 | 25 | 26 | 27 | 28 | 29 | 30 |
| 31 |    |    |    |    |    |    |

| Пн | Вт | Ср | Чт | Пт | Сб | Вс |
|    | 1  | 2  | 3  | 4  | 5  | 6  |
| 7  | 8  | 9  | 10 | 11 | 12 | 13 |
| 14 | 15 | 16 | 17 | 18 | 19 | 20 |
| 21 | 22 | 23 | 24 | 25 | 26 | 27 |
| 28 | 29 | 30 |    |    |    |    |

| Пн | Вт | Ср | Чт | Пт | Сб | Вс |
|    |    |    | 1  | 2  | 3  | 4  |
| 5  | 6  | 7  | 8  | 9  | 10 | 11 |
| 12 | 13 | 14 | 15 | 16 | 17 | 18 |
| 19 | 20 | 21 | 22 | 23 | 24 | 25 |
| 26 | 27 | 28 | 29 | 30 | 31 |    |

| Пн | Вт | Ср | Чт | Пт | Сб | Вс |
|    |    |    |    |    |    | 1  |
| 2  | 3  | 4  | 5  | 6  | 7  | 8  |
| 9  | 10 | 11 | 12 | 13 | 14 | 15 |
| 16 | 17 | 18 | 19 | 20 | 21 | 22 |
| 23 | 24 | 25 | 26 | 27 | 28 | 29 |
| 30 |    |    |    |    |    |    |

| Пн | Вт | Ср | Чт | Пт | Сб | Вс |
|    | 1  | 2  | 3  | 4  | 5  | 6  |
| 7  | 8  | 9  | 10 | 11 | 12 | 13 |
| 14 | 15 | 16 | 17 | 18 | 19 | 20 |
| 21 | 22 | 23 | 24 | 25 | 26 | 27 |
| 28 | 29 | 30 | 31 |    |    |    |

| Пн | Вт | Ср | Чт | Пт | Сб | Вс |
|    |    |    |    | 1  | 2  | 3  |
| 4  | 5  | 6  | 7  | 8  | 9  | 10 |
| 11 | 12 | 13 | 14 | 15 | 16 | 17 |
| 18 | 19 | 20 | 21 | 22 | 23 | 24 |
| 25 | 26 | 27 | 28 | 29 | 30 | 31 |

| Пн | Вт | Ср | Чт | Пт | Сб | Вс |
| 1  | 2  | 3  | 4  | 5  | 6  | 7  |
| 8  | 9  | 10 | 11 | 12 | 13 | 14 |
| 15 | 16 | 17 | 18 | 19 | 20 | 21 |
| 22 | 23 | 24 | 25 | 26 | 27 | 28 |
| 29 | 30 |    |    |    |    |    |

| Пн | Вт | Ср | Чт | Пт | Сб | Вс |
|    |    | 1  | 2  | 3  | 4  | 5  |
| 6  | 7  | 8  | 9  | 10 | 11 | 12 |
| 13 | 14 | 15 | 16 | 17 | 18 | 19 |
| 20 | 21 | 22 | 23 | 24 | 25 | 26 |
| 27 | 28 | 29 | 30 | 31 |    |    |

| Пн | Вт | Ср | Чт | Пт | Сб | Вс |
|    |    |    |    |    | 1  | 2  |
| 3  | 4  | 5  | 6  | 7  | 8  | 9  |
| 10 | 11 | 12 | 13 | 14 | 15 | 16 |
| 17 | 18 | 19 | 20 | 21 | 22 | 23 |
| 24 | 25 | 26 | 27 | 28 | 29 | 30 |

| Пн | Вт | Ср | Чт | Пт | Сб | Вс |
| 1  | 2  | 3  | 4  | 5  | 6  | 7  |
| 8  | 9  | 10 | 11 | 12 | 13 | 14 |
| 15 | 16 | 17 | 18 | 19 | 20 | 21 |
| 22 | 23 | 24 | 25 | 26 | 27 | 28 |
| 29 | 30 | 31 |    |    |    |    |

## События

### Россия
- Начат «Евгений Онегин»
- Основано Николаевское кавалерийское училище
- Упразднена Коммерц-коллегия
- Возведена Московская историческая мечеть
- Упал Бочечки (метеорит)
- Основана Берёзовка (Коростенский район)
- Начинается кругосветное плавание шлюпа «Предприятие» под командой капитана Отто Евстафьевича Коцебу, продолжавшееся 3 года.
- Заканчивается тригонометрическая съёмка петербургской губернии, начавшаяся в 1820 году.
- Основан Алтайский государственный краеведческий музей

### Европа
- 20 августа: умер папа Пий VII. Начался Конклав 1823 года, на котором избран Лев XII, коронованный 5 октября.
- Продолжается Греческая революция
- Закончил извергаться Эйяфьядлайёкюдль.

#### Пиренейский полуостров
- 9 января — радикальное правительство Испании во главе с Эваристо Фернандесом Сан-Мигелем отвергает ультиматум Священного союза о восстановлении абсолютной монархии[1].
- 20 марта — радикальное правительство Испании, кортесы и король покидают Мадрид[1].
- 7 апреля — французские войска под командованием герцога Ангулемского переходят границу Испании для подавления революции[2].
- 11 апреля — временной столицей Испании становится Севилья, куда прибывают правительство, кортесы и король[1].
- 25 апреля — в Мадриде сформировано временное королевское правительство во главе с Виктором Дамианом Сайесом[3].
- 13 мая — в Севилье сформировано новое радикальное правительство Испании во главе с Хосе Мария Пандо де да Рива[3].
- 19 мая — французская армия вступила в Мадрид[1].
- 25 мая — при поддержке французской армии в Мадриде учреждено регентство во главе с Педро Алькантра де Толедо, герцогом Инфантадо[1].
- 27 мая — в Португалии 23-й полк поднял восстание в защиту короля. Начались Мигелистские войны
- 30 мая — самораспустились кортесы Португалии. Конституция отменена королём
- 31 августа — Сражение при Трокадеро[1].
- 6 сентября — в Кадисе сформировано последнее конституционное правительство Испании во главе с радикалом Хосе Лайандо[3].
- 23 сентября — французская армия в Испании проводит артиллерийский обстрел осаждённого Кадиса
- 28 сентября — кортесы Испании передали абсолютную власть королю и самораспустились.
- 1 октября — король Испании Фердинанд VII и его семья переданы в Кадисе французской армии. Король подписал декрет, отменивший все законы, изданные кортесами за период революции 1820—1823 годов и Кадисскую конституцию 1812 года[4].
- 7 ноября — в Мадриде повешен руководитель революции Рафаэль Риего[1].
- 2 декабря — король Испании утвердил королевское правительство герцога де Сотомайора[3].

### Азия
- Продолжается Турецко-персидская война (1821—1823)
- Продолжается Первая англо-бирманская война
- Закончилась Дурранийская империя

### Америка

1 июля: провозглашена независимость Соединённых провинции Центральной Америки. Герб федерации

- 1 января — испанская армия разбила повстанческие войска у Мокегуа в Перу[5].
- 4 января — правительство Мексиканской империи издало закон о колонизации, предусматривавший раздачу неосвоенных земель как мексиканским гражданам, так и иностранцам-католикам. Закон вызвал усиление потока колонистов из США в Техас[6].
- 19 января — испанская армия разбивает перуанскую армию президента Хосе де Ла Мара на юге Перу[7].
- 28 января — в результате восстания в Сантьяго верховный правитель Чили Бернардо О’Хиггинс был свергнут и эмигрировал[8].
- 27 февраля — Конгресс Перу под давлением восставшей армии избрал президентом Перу Хосе де ла Рива Агуэро[7].
- 8 марта — подписан договор о дружбе и союзе между Аргентиной и Колумбией[9].
- 19 марта — закончилась Первая Мексиканская империя
- 29 марта — император Мексики Агустин I отрёкся от престола после республиканского восстания генерала Антонио де Санта-Анны в Веракрусе. Мексика стала республикой
- 29 марта — командующий мексиканской армией в Центральной Америке генерал Висенте Филисола собрал депутатов от провинции Гватемала и объявил о восстановлении независимости центральноамериканских провинций[10].
- 4 апреля — верховным правителем Чили стал генерал Рамон Фрейре[8].
- 3 мая — открылось Учредительное собрание Бразилии[11].
- 24 июня — прошли выборы в Национальную учредительную ассамблею Центральной Америки[10].
- 1 июля
  - Провозглашена независимость Соединённых провинции Центральной Америки в составе Гватемалы, Сальвадора, Гондураса, Никарагуа и Коста-Рики[12]. Во главе федерации встал триумвират в составе Мануэлем Хосе Арсе, Педро Молины и Хуана Висенте Вильякорты[13].
  - Португальские войска эвакуировались из Баии в Бразилии[11].
- 25 июля — в Центральной Америке упразднены дворянские титулы[14].
- 6 августа — Конгресс Перу сместил с поста президента Хосе де ла Рива Агуэро и избрал на этот пост маркиза Хосе де Торре Тагле[7].
- 10 сентября — конгресс Перу провозгласил Симона Боливара «Освободителем» и предоставил ему чрезвычайные полномочия[7].
- 3 октября — заключён договор о союзе, лиге и конфедерации между Колумбией и Мексикой[15].
- 6 ноября — по инициативе Хосе Сесилио дель Валье Национальная конституционная ассамблея Соединённых провинций Центральной Америки предлагает созвать конгресс всех независимых государств Американского континента[16].
- 12 ноября — правительство Бразилии разогнало Учредительное собрание[17].
- 2 декабря — президент США Джеймс Монро провозгласил т. н. «Доктрину Монро»[18].
- 12 декабря
  - Министр иностранных дел Великобритании Джордж Каннинг заявил в палате общин о намерении признать независимость государств Латинской Америки[19].
  - Бразильским правительством с помощью армии разогнано Учредительное собрание Бразильской империи, осудившее избиение бывшими португальскими офицерами аптекаря Давида Памплоны[20].

### Африка
- Основан город Хартум.

## Наука
- Сформулирован Фотометрический парадокс
- Найден остров-призрак Новая Южная Гренландия
- Основано Королевское азиатское общество Великобритании и Ирландии
- Опубликована линия Жоре
- Филип Опиц выпустил каталог-определитель растений
- Сэбин доплыл до Гренландии

## Культура

### Музыка
- 3 февраля: премьера оперы Россини «Семирамида»
- Написана опера Шуберта «Фьеррабрас».
- 13 апреля: 11-летний Франц Лист даёт концерт, после которого его лично хвалит Бетховен
- Сконструирован музыкальный инструмент арпеджионе.
- Бетховен: Симфония № 9 (Бетховен), Торжественная месса (Бетховен)

### Искусство

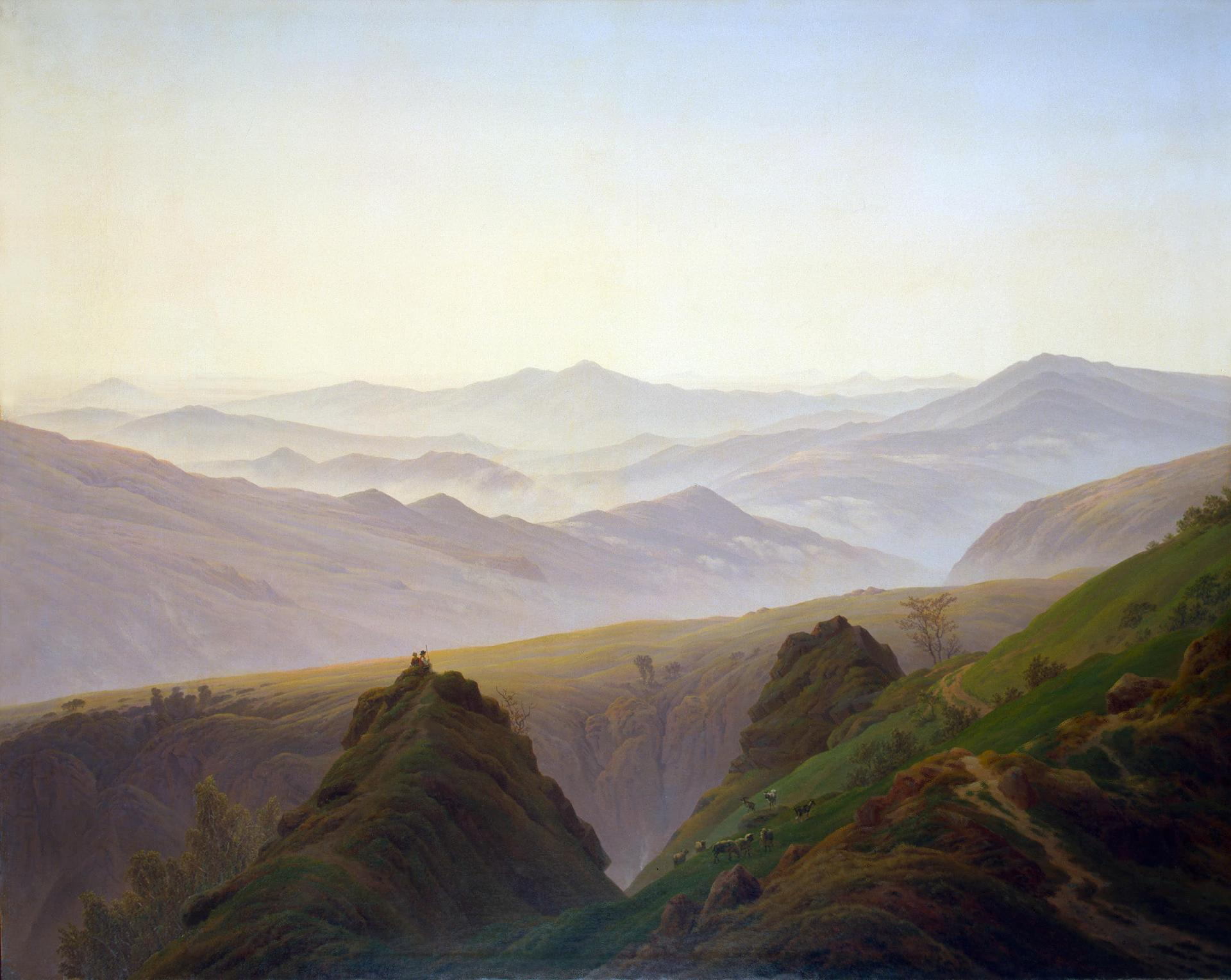

- Каспар Давид Фридрих пишет «Утро в горах», «Восход луны над морем».
- Джон Констебл пишет «Вид на собор в Солсбери из епископского сада»
- Карл Брюллов пишет картину «Итальянское утро», а Василий Тропинин — «Кружевницу»
- 15 июля: сгорела базилика Сан-Паоло-фуори-ле-Мура в Риме
- Возведена Пирамида Карлсруэ

## Родились
См. также: Категория:Родившиеся в 1823 году
- 22 января — Григорий Павлович Кузьмин-Караваев, генерал-лейтенант РИА, военный педагог, один из видных деятелей военно-учебного ведомства Российской империи[21].
- 3 февраля — Констан Луи Жан Бенжамен Жоре, французский адмирал (ум. 1889).
- 7 февраля — Рихард Жене, австрийский композитор.
- 15 февраля — Ли Хунчжан, китайский государственный деятель и дипломат (ум.1901)
- 1 марта — Надежда Степановна Соханская, псевдоним Кохановская, русская писательница, автор прозаических и драматических произведений (ум. 1884).
- 18 марта — Николай Иванович Кроль, русский поэт, прозаик, драматург и публицист (ум. 1871).
- 5 апреля — Николай Васильевич Берг, русский поэт, переводчик, журналист (ум. 1884).
- 30 апреля — Поль Жане, французский философ (ум. 1899).
- 23 мая — Анте Старчевич, хорватский политический писатель и деятель, один из основателей Хорватской партии права (ум. 1896).
- 13 июня — Гюстав Поль Клюзере, французский политик, участник Крымской войны, похода Дж. Гарибальди, Гражданской войны в США, генерал армии Севера, член Парижской коммуны 1871 года (ум.1900)
- 22 сентября — Маурыцы Карасоский, польский композитор и музыкальный критик (ум. 1892).
- 29 сентября — Людвик Кондратович, польский поэт, переводчик, драматург (псевдоним Владислав Сырокомля; ум. 1862).
- 8 октября — Иван Сергеевич Аксаков, русский публицист, поэт, общественный деятель, один из лидеров славянофильского движения (ум. 1886)
- 14 ноября Михаил Николаевич Лонгинов в Петербурге (умер 4 февраля 1875, тоже Петербург) — известный русский литератор, писатель, поэт, мемуарист, библиограф, историк литературы и одновременно видный государственный деятель, крупный чиновник.
- 13 декабря — Жюль Луи Леваль (ум. 1908), французский генерал, военный министр Франции, военный теоретик и писатель[22].

## Скончались
См. также: Категория:Умершие в 1823 году

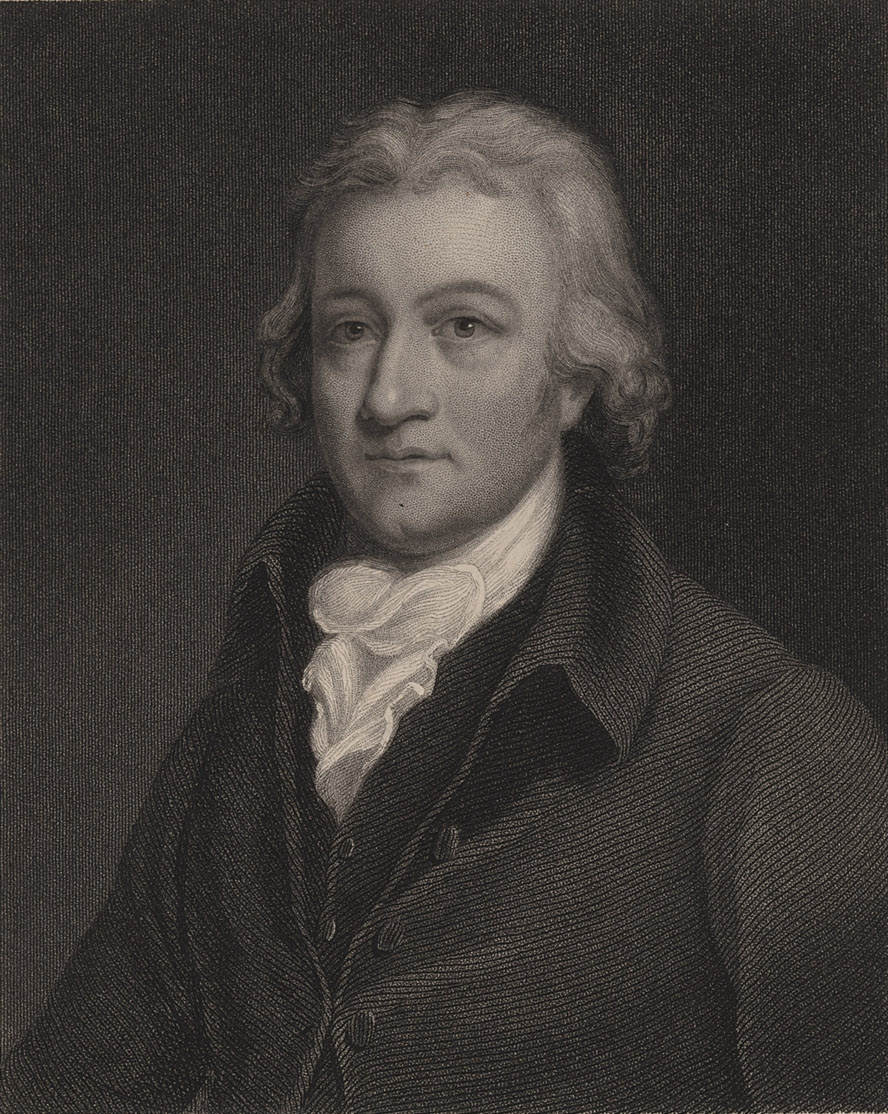
Картрайт

- 13 января — Эрнст Фридрих Вильгельм Филипп фон Рюхель, прусский генерал (род. 1754).
- 26 января — Эдуард Дженнер, английский врач, основоположник оспопрививания (род. 1749).
- 14 марта — Шарль Франсуа Дюмурье дю Перье, французский генерал и политик периода Великой французской революции (род. 1739).
- 17 февраля — Фридрих Генрих Фердинанд Эмиль Клейст, прусский фельдмаршал (род. 1762).
- 1 июня — Луи-Николя Даву, французский полководец, единственный маршал Наполеона, не проигравший ни одного сражения (род. 1770).
- 2 августа — Лазар Никола Карно, французский политический и военный деятель (род. 1753).
- 20 августа — Пий VII, в миру Грегорио Луиджи Барнаба Кьярамонти), папа римский (род. 1742).
- 11 сентября — Давид Рикардо, английский экономист, классик политической экономии (род. 1772).
- 30 октября — Эдмунд Картрайт, английский изобретатель (род. 1748).
- 7 ноября — Рафаэль дель Риего-и-Нуньес, испанский генерал и политический деятель (род. 1784).
- 9 ноября — Василий Васильевич Капнист, русский писатель (род. 1758, по другим сведениям 1757).
- 3 декабря — Джованни Баттиста Бельцони, итальянский путешественник (род. 1778).
- 16 декабря — Иван Михайлович Долгоруков (Долгорукий), князь, русский государственный деятель, поэт и драматург (род. 1764).
- Николай Александрович Наумов — российский государственный деятель, 12-й губернатор Рязанской губернии, глава города Таганрог (род. 1780).